# جي. رولاند سميث
جي. رولاند سميث هو سياسي أمريكي، ولد في 26 فبراير 1933 في أيكن في الولايات المتحدة. نشط حزبياً في الحزب الجمهوري. وقد انتخب عضو مجلس نواب كارولاينا الجنوبية ‏.